# Embraer EMB 120 Brasilia
Embraer EMB 120 Brasilia je dvomotorno turbopropelersko regionalno potniško letalo brazilskega proizvajalca Embraer.
Po uspehu EMB-110 Bandeirante, je Embraer leta 1974 začel z razvojem regionalnega potniškega letala. Družina 12X je obsegala tri modele  EMB-120 Araguaia, EMB-123-Tapajós in EMB-121 Xingu. 
Ime Araguaia so spremenili v Brasilia, ko se uradno začeli s projektom. Sprva so planirali motorje 
Pratt & Whitney Canada PW115 (1500 KM), potem so jih spremenili v  PW118 (1890 KM).Kasneje so povečali predstavili verzijoEMB-120 ER z doletom 1 575 km.
EMB-120 je požela veliko zanimanja pri regionalnih prevoznikih, posebej v ZDA, kjer so prodali največ letal. Serijska proizvodnja se je končala leta 2001 po 354 izdelanih letalih.

## Tehnične specifikacije
Podatki iz Jane's All The World's Aircraft 1988-89
Splošne karakteristike
- Posadka: Dva pilota
- Število sedežev: 30 potnikov
- Dolžina: 20,00 m (65 ft 7½ in)
- Razpon kril: 19,78 m (64 ft 10¾ in)
- Višina: 6,35 m (20 ft 10 in)
- Površina kril: 39,4 m² (424 ft²)
- Aeroprofil: NACA 23018 (v korenu), NACA 23012 na koncu krila
- Vitkost: 9.9:1
- Teža praznega letala: 7 070 kg (15 586 lb)
- Maks. vzletna teža: 11 500 kg (26 433 lb (ER verzija))
- Pogon letala: 2 ×  turboprop Pratt & Whitney Canada PW118/118A/118B, 1 340 kW (1 800 KM)  vsak
- Maximum Landing Weight: 11 250 kg  (25 794 lb ER verija)

 Zmogljivost 
- Maks. hitrost: 608 km/h (328 vozlov, 378 mph) at 20 000 ft (6 100 m)
- Potovalna hitrost: 552 km/h (298 vozlov, 343 mph)
- Hitrost porušitve vzgona: 162 km/h (87 vozlov, 100 mph) S spuščenimi zakrilci
- Doseg: 1 750 km (945 nmi, 1 088 mi)
- Višina leta: 9 085 m (29 800 ft)
- Vzletna razdalja: 1 420 m (4 660 ft)